# Alois Švec (kněz)
Alois Švec SDB (5. listopadu 1929 Litovel – 18. března 1986 Modlany) byl český katolický kněz, člen řádu salesiánů, politický vězeň komunistického režimu.

## Studium
Alois Švec se vyučil truhlářem. V době, kdy se učil rozlišil, že má duchovní povolání a přihlásil se do salesiánského ústavu ve Fryštáku, kam přišel v létě 1946 a začal kvartou (čtvrtým ročníkem). V tom roce se ve Fryštáku ustavily ústavní dílny, ve kterých o přestávkách mezi studiem pracovali studenti, především ti, co byli něčemu vyučeni, ale i jiní, kteří se zaučovali. Ve svém oboru zvládl, podle různých svědectví, i velmi náročné věci. Ve studiu byl průměrný. Důvodem bylo, že měl vyšší věk než ostatní studenti a tak mu učení už tak lehce nešlo. Svůj věkový handikep nahradil pílí. Představení ho vybrali, aby pracoval v místní sváteční oratoři. Byl znám jako upřímně zbožný. Po kvintě (pátém ročníku) se přihlásil do salesiánského noviciátu. V srpnu roku 1948 odjel z Fryštáku s ostatními do Hodoňovic. Zde 16. srpna roku 1949 složil první řeholní sliby.
Po slibech odešel se svými spolužáky zpátky do Fryštáku, kam představení poslali první ročník filosofického studentátu (student filozofie), když komunisté zavedením jednotné školy dosavadní poslání ústavu zmařili. Zde ho zastihla památná noc v rámci Akce K, ze 13. na 14. dubna 1950, kdy byl ústav přepaden Státní bezpečností stejně jako ostatní domy mužských řeholí. Salesiáni byli soustředěni v Oseku u Duchcova, v cisterciáckém klášteře, kde v té době měli své teologické učiliště. Také v internaci uplatnil Švec své řemeslo. V září odešla z Oseku většina spolubratří do PTP. Švec tentokrát zůstal, ale na vojnu k PTP musel na jaře příštího roku.
Po propuštění z PTP se usadil v Olomouci. Pracoval ve svém oboru a při práci vystudoval dřevařskou průmyslovku. Když začalo v Olomouci v roce 1956 zatýkání spolubratří, byl zatčen mezi prvními. Soud dlouho paragrafy překvalifikovával. Švec dostal dva roky vězení. Většinu z nich jako vězeň procestoval mezi Olomoucí a Prahou, kde se dvakrát konalo odvolací řízení u nejvyššího soudu. Po návratu z vězení zůstal v Olomouci. Pilně studoval. Jeden čas bydlel s P. Škurkou a naučil se číst jeho rukopis. Dne 23. října 1963 byl v Praze tajně vysvěcen biskupem Štěpánem Trochtou na kněze. Primiční mši svatou sloužil 16. září 1969 v Konici.

## Pražské jaro a následná duchovní činnost
Po pražském jaru v roce 1968, když se biskup Trochta vrátil do své litoměřické diecéze, Švec své vysvěcení, stejně jako další starší spolubratři salesiáni, zveřejnil. V roce 1969 odešel napřed do Litoměřic, kde nějaký čas pomáhal svým řemeslem při obnově biskupské rezidence a pak je poslán do Modlan. Jeho předchůdce zanechal faru i kostel ve velmi zpustlém stavu. Švec se pustil do práce. Kostel i faru zrestauroval, přičemž si všechny práce se dřevem udělal sám. Když byl hotov, normalizace mezitím pokročila a byl přeložen do Trnovan v Teplicích. Do Modlan ale dále zajížděl, spravoval tuto farnost excurrendo. Do jeho duchovní správy také kostel na Cínovci, který opravoval. Udržoval kontakty, pokud to šlo, s farností na německé straně hranice. Při opravě kostela na Cínovci se zřejmě přetáhl. Stěžoval si potom na velkou únavu. Koncem roku 1985 musel do nemocnice. Diagnóza zněla nádor na mozku. Začátkem roku 1986 podstoupil operaci, ale už z lůžka nepovstal.
Z nemocnice ho propustili. Odešel na faru v Modlanech, kde o něj rodiny salesiánských spolupracovníků vzorně pečovaly. Dne 18. března 1986 v předvečer svátku svatého Josefa, který je patronem jeho řemesla, si ho Bůh k sobě povolal ve věku 56 let. Pohřben byl ve své farnosti na hřbitově v Modlanech u Teplic v Čechách. Nad hrobem promluvil jeho spolužák Antonín Hladký, který vykonal také pohřební obřady.

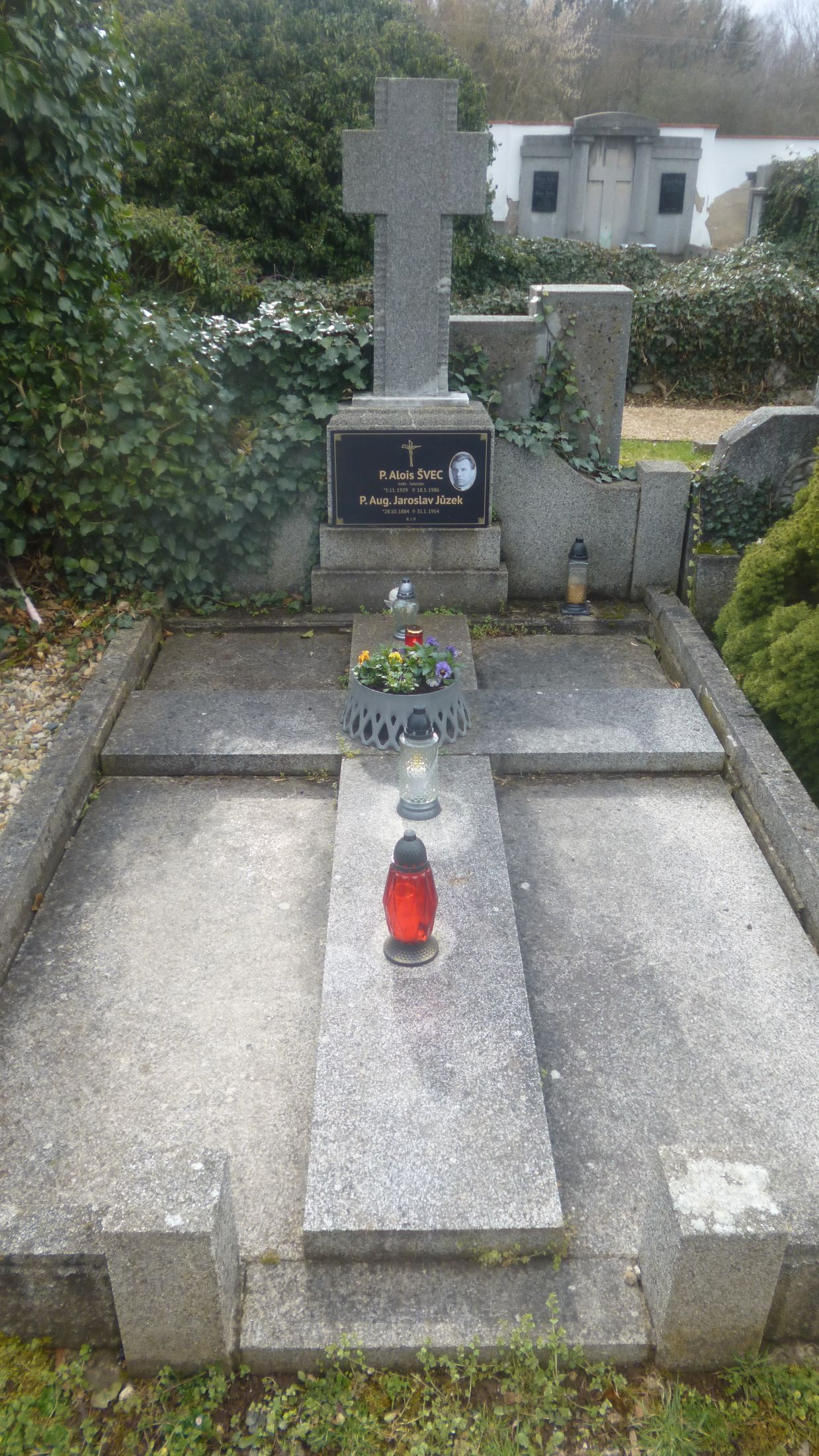
Hrob pátera Aloise Švece na hřbitově v Modlanech.